# Ribonuclease H
Ribonuclease H (viết tắt RNase H hoặc RNH) là một họ  enzyme endonuclease không có chuỗi xác định, xúc tác phân cắt của RNA trong một cơ chất RNA/DNA thông qua cơ chế thủy phân. Các enzyme thuộc họ RNase H được tìm thấy ở hầu hết các sinh vật, từ vi khuẩn, vi khuẩn cổ đến eukaryote.
Họ này được chia thành các nhóm với cơ chất tham gia hơi khác nhau, nổi bật là ribonuclease H1 và H2. Bộ gen của người mã hóa cả H1 và H2. Ribonuclease H2 ở người là một phức hợp dị hợp gồm ba tiểu đơn vị, khi bị đột biến trong bất kỳ nguyên nhân di truyền nào gây nên một căn bệnh hiếm gặp được gọi là hội chứng Aicardi–Goutières. Một loại thứ ba có liên quan chặt chẽ với H2 chỉ được tìm thấy trong một vài prokaryote, trong khi H1 và H2 xảy ra trong tất cả các vực sinh học.  Ngoài ra, retrovirus của ribonuclease H có miền giống RNase H1 tồn tại trong các protein sao chép ngược đa miền, được mã hóa bởi các retrovirus như HIV.
Ở sinh vật nhân chuẩn, ribonuclease H1 có liên quan đến quá trình nhân đôi DNA của bộ gen ty thể. Cả H1 và H2 đều tham gia vào các nhiệm vụ bảo vệ bộ gen, ví dụ như xử lý các cấu trúc vòng lặp R.

## Trong sinh học người
Bộ gen người chứa bốn gen mã hóa RNase H:
- RNASEH1, một ví dụ về phân nhóm H1 (đơn phân)
- RNASEH2A, tiểu đơn vị xúc tác của phức hợp H2 tam phân (trimeric)
- RNASEH2B, một tiểu đơn vị cấu trúc của phức hợp H2 tam phân (trimeric)
- RNASEH2C, một tiểu đơn vị cấu trúc của phức hợp H2 tam phân (trimeric)

Ngoài ra, vật liệu di truyền có nguồn gốc retrovirus xuất hiện thường xuyên trong bộ gen, phản ánh sự tích hợp các bộ gen của retrovirus nội sinh ở người. Các sự kiện tích hợp như vậy dẫn đến sự hiện diện của các gen mã hóa enzyme sao chép ngược của retrovirus, bao gồm miền RNase H. Một ví dụ là ERVK6. Nhân tố chuyển vị ngược chuỗi lặp đoạn cuối dài cũng phổ biến trong bộ gen và thường bao gồm các miền RNase H của riêng các nhân tố đó, qua quá trình tiến hóa phức tạp.

## Ứng dụng
Do RNase H đặc biệt chỉ khử RNA trong RNA sợi kép hay DNA lai, nên nó thường được sử dụng làm thuốc thử trong phòng thí nghiệm sinh học phân tử. Các chế phẩm tinh chế của E. coli gồm RNase HI và HII có sẵn trên thị trường. RNase HI thường được sử dụng để phá hủy mẫu RNA sau khi tổng hợp DNA bổ sung chuỗi đầu tiên (cDNA) bằng cách phiên mã ngược. Nó cũng có thể được sử dụng để phân tách các chuỗi RNA cụ thể với sự có mặt của các đoạn DNA bổ sung ngắn. Các kỹ thuật có độ nhạy cao như cộng hưởng plasmon bề mặt có thể được sử dụng để phát hiện. RNase HII sử dụng để làm suy giảm thành phần mồi RNA của một đoạn Okazaki hoặc để mở đầu các chuỗi đơn ở vị trí có chứa ribonucleotide.  Một biến thể của Hot start PCR được gọi là PCR phụ thuộc RNase H hay rhPCR, được mô tả là sử dụng RNase HII chịu nhiệt từ vi khuẩn cổ ưa nhiệt cao (hyperthermophilic) Pyrococcus abyssi. Đáng chú ý, protein ức chế ribonuclease thường được sử dụng làm thuốc thử không tỏ ra hiệu quả trong việc ức chế hoạt động của HI hoặc HII.